# KLRA1
گیرندهٔ شبه لکتینی سلول کُشنده، خانوادهٔ A (انگلیسی: Killer cell lectin-like receptor subfamily A) یک خوشه ژنی است که پروتئین‌های خانوادهٔ Ly49 را کُدگذاری می‌کنند که همگی گیرنده‌های پوسته‌ای هستند که بر سطح سلول‌های کشنده طبیعی و برخی دیگر از سلول‌های ایمنی در جویندگان و چهارپایان بیان می‌شوند اما در انسان وجود ندارند. در موش‌ها، این خوشه ژنی بر روی کروموزوم ۶ واقع شده و حاوی ۲۰ تا ۳۰ ژن و شبه‌ژن هستند. این خانوادهٔ ژنی به‌شدت پُلی‌ژنیک و پُلی‌مورفیک است و سویه‌های مختلف در موش‌ها، تعداد گوناگونی از ژن‌های KLRA را کُدگذاری می‌کنند.
ژن‌های همتا و متشابه در انسان را، به‌صورت «شبه‌ژن رونویسی‌شده» طبقه‌بندی می‌کنند؛ چرا که تمامی رونویسی‌های ژنی، نامزدی برای «تجزیهٔ جهش‌های بی‌معنی آران‌ای پیام‌رسان» (NMD) هستند.